# Mulberry (port)

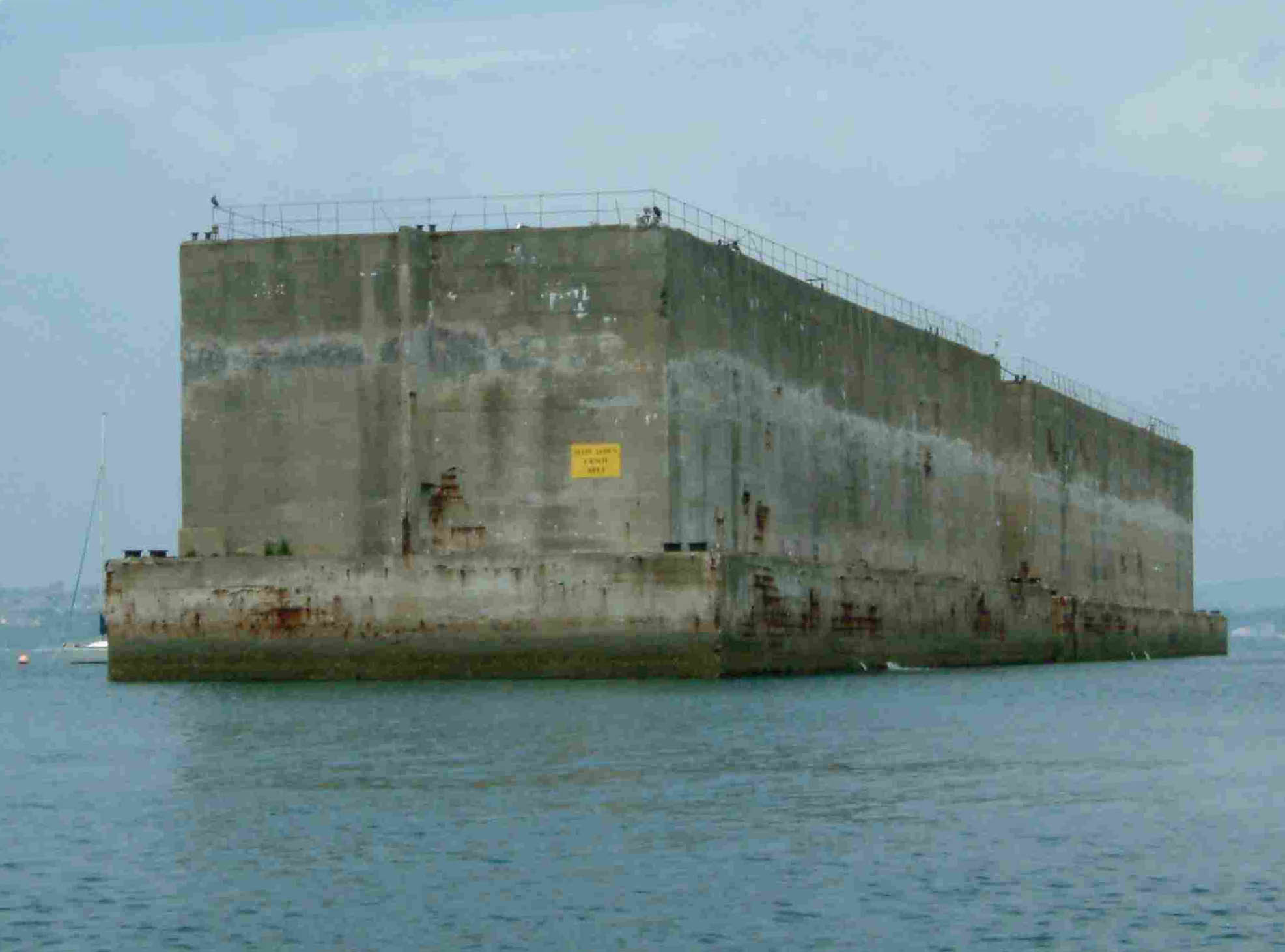
Para Phoeniksów w porcie Portland

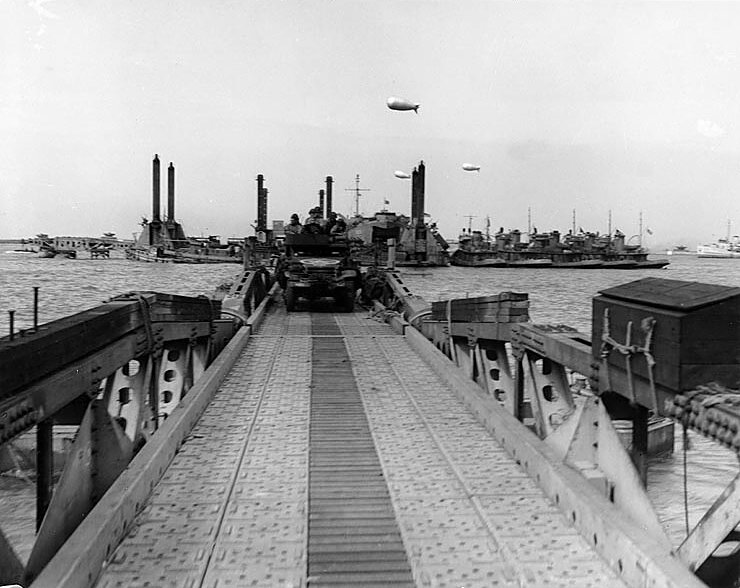
Droga dojazdowa do jednego z pomostów Mulberry „A”

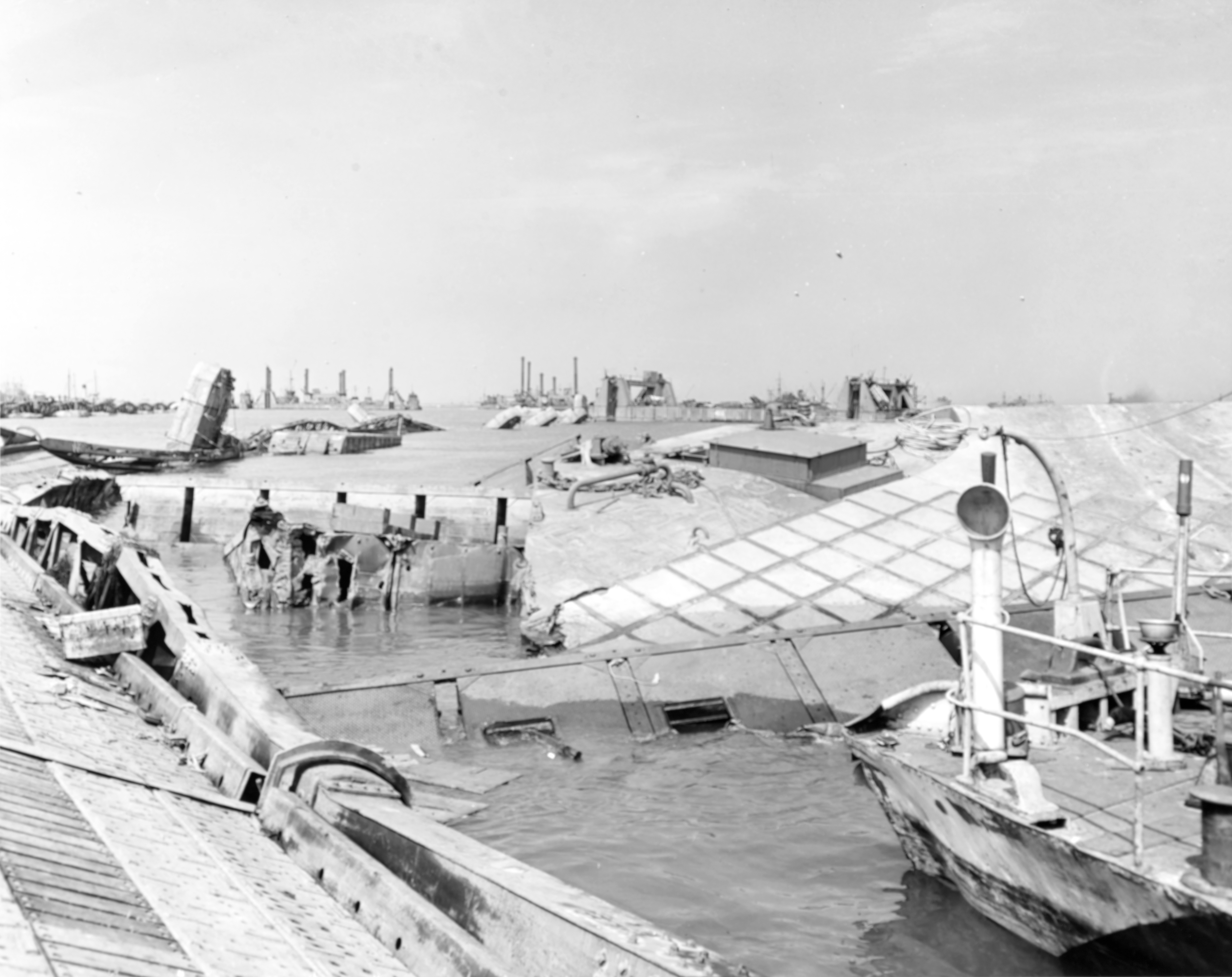
Mulberry „A” po zniszczeniu przez sztorm

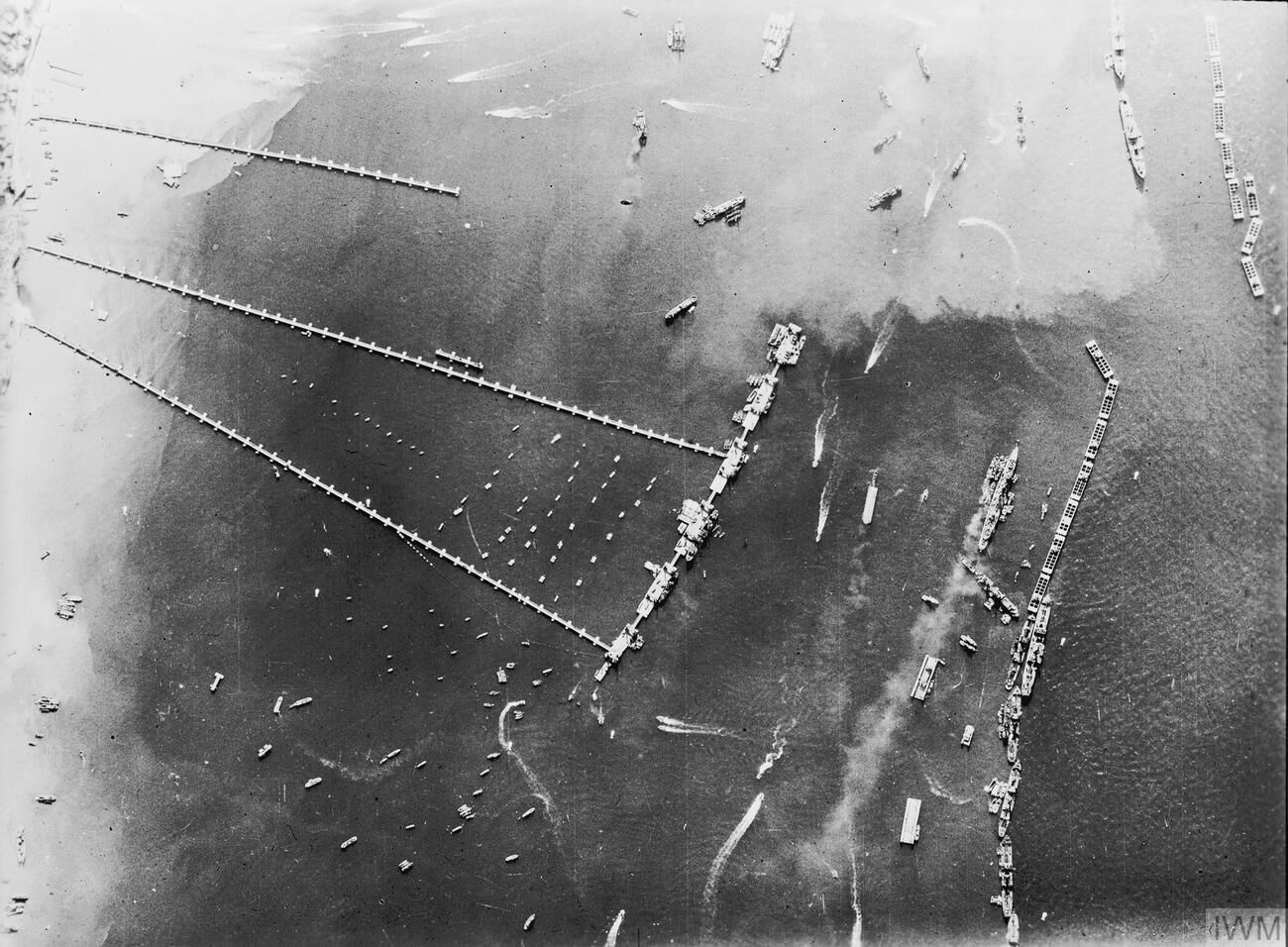
Mulberry „B” – pirs – zdjęcie lotnicze z 27 października 1944

Mulberry – dwa porty zaopatrzeniowe zbudowane przez aliantów podczas II wojny światowej na wybrzeżu Normandii (departament Calvados). Zaprojektowane zostały przez dwóch inżynierów Ove Arup i Ronald Jenkins.

## Planowanie początkowy
Plany Aliantów przewidywały budowę dwóch portów dla statków transportowych w ramach Operacji Overlord po udanym lądowaniu w Normandii. Mulberry „A” na wysokości Vierville-sur-Mer (Omaha Beach) budowane przez Amerykanów i Mulberry „B” przed Arromanches na wysokości (Gold Beach) zbudowana przez Brytyjczyków. Poszczególne części, o różnej wielkości, zostały wykonane w formie prefabrykatów w Anglii, a następnie po przeholowaniu do brzegów Francji, złożone i zatopione w określonych miejscach u wybrzeży Normandii.

## Budowa i uruchomienie
Zasada była taka sama dla obu portów. Powinny zapewniać ochronę przed wzburzonym morzem i umożliwiać rozładowywanie statków pomimo pływów morskich. Pierwszą z nich można było osiągnąć za pomocą kesonów i celowo zatopionych starych statków, które utworzyły falochron wokół portu, gdzie fale osłabiałyby się. Dalej, na morzu, zakotwiczono duże metalowe konstrukcje, tak zwane „bombardony”, które służyły również do osłabiania fal. W celu umożliwienia „całodobowego rozładunku” molo musiało poruszać się w górę i w dół w czasie przypływu i odpływu. W tym celu użyto metalowych zbiorników, które na długich metalowych słupach, służących jako prowadnice, mogły poruszać się zgodnie z pływami w górę i w dół. Układ drogowy w porcie obejmował  około 500 hektarów.
Na lądzie wybudowano duże magazyny i wydzielono specjalny tabor samochodowy. Poszerzono stare drogi i wytyczono nowe dla szybszego transportu zaopatrzenia na front.
Budowa obu portów rozpoczęła się 7 czerwca 1944 roku, dzień po wylądowaniu. Pierwsze statki można było rozładować już po trzech dniach. Zakończenie powinno nastąpić 20 czerwca. Gwałtowna burza, która rozpoczęła się 19 czerwca i osłabła dopiero po trzech dniach, prawie całkowicie zniszczyła Mulberry „A”, który nie został jeszcze zabezpieczony zgodnie ze specyfikacjami. Amerykanie zrezygnowali z naprawy, dzięki czemu części, które nadawały się jeszcze do wykorzystania, posłużyły do dokończenia lekko uszkodzonego portu Mulberry „B”. W Vierville-sur-Mer / Saint-Laurent-sur-Mer Amerykanie rozpoczęli rozładowywać statki transportowe bezpośrednio przy plaży, co później okazało się jeszcze skuteczniejsze niż rozładowywanie na morzu.
Wkrótce potem brytyjski port Mulberry „B” zaczął w pełni funkcjonować. W sumie 628 000 ton zaopatrzenia, 40 000 pojazdów i 220 000 żołnierzy zostało przywiezionych tutaj i przetransportowanych na ląd do 31 października 1944.

## Galeria

Pozostałości portu Mulberry B w Arromanches-les-bains
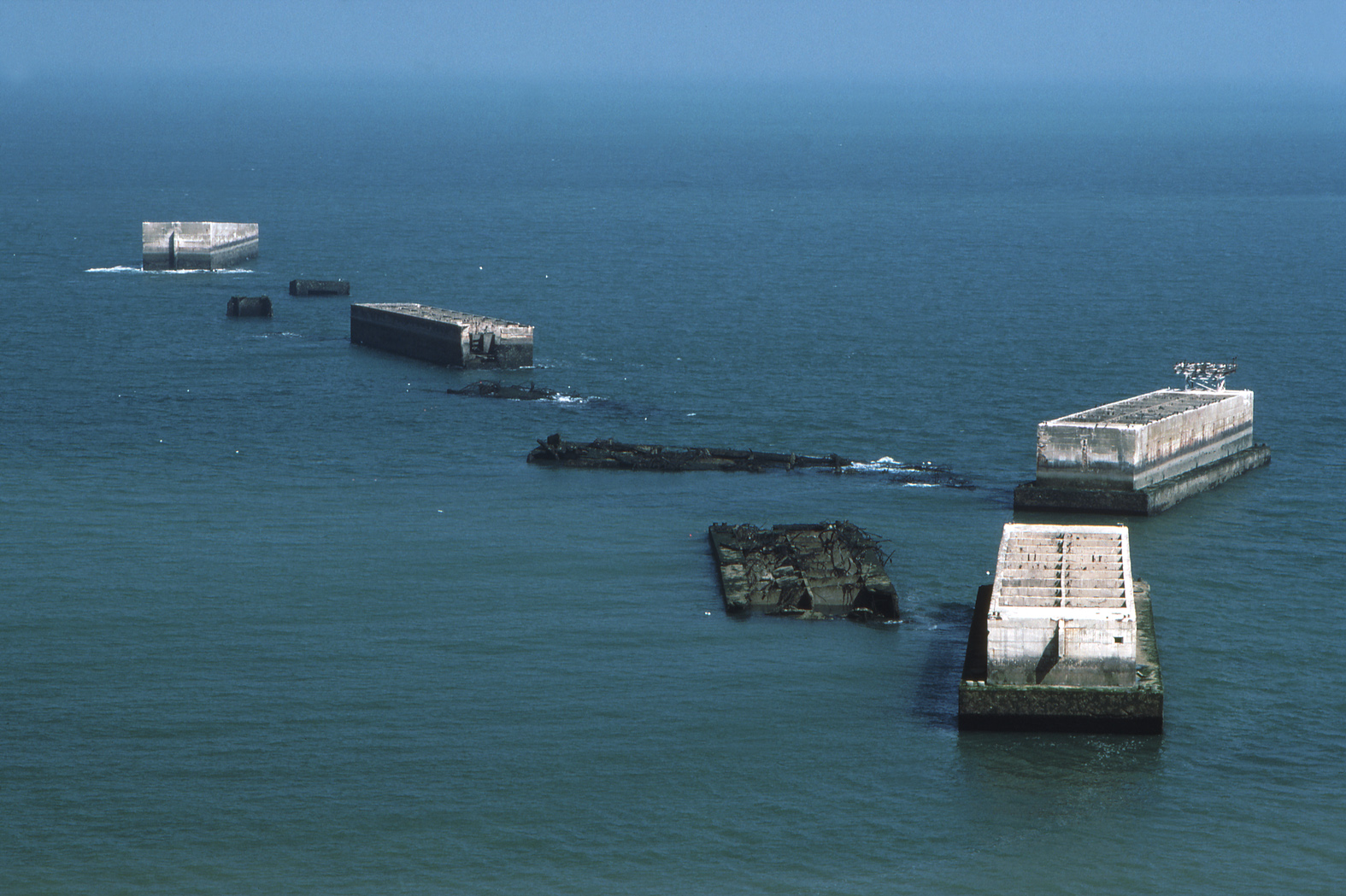
Zachodnie kesony typu Phoenix przy Cap Manvieux
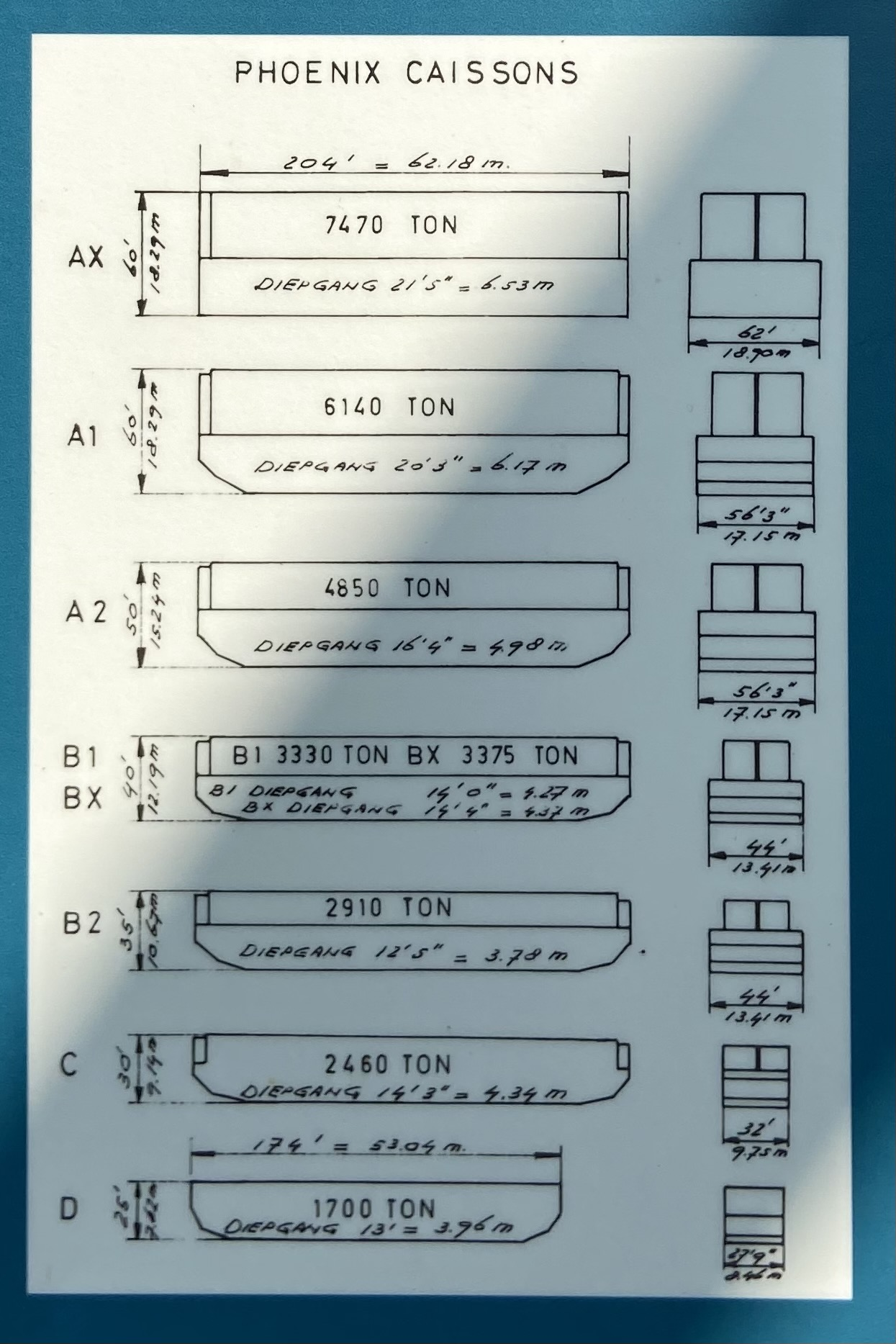
Kesony typu Phoenix – wymiary i wyporność
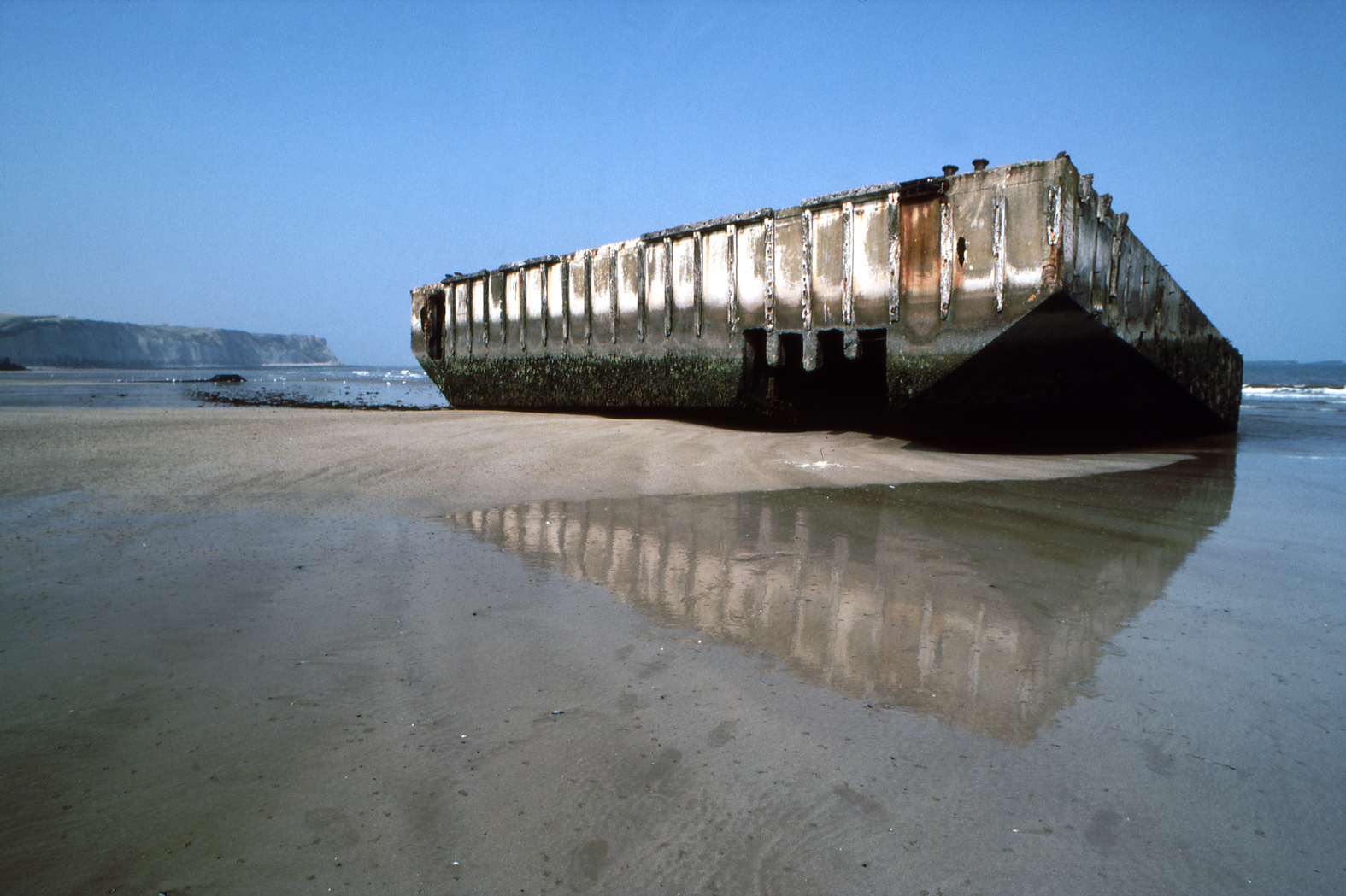
Ponton 449 jednej z ramp wyładunkowych
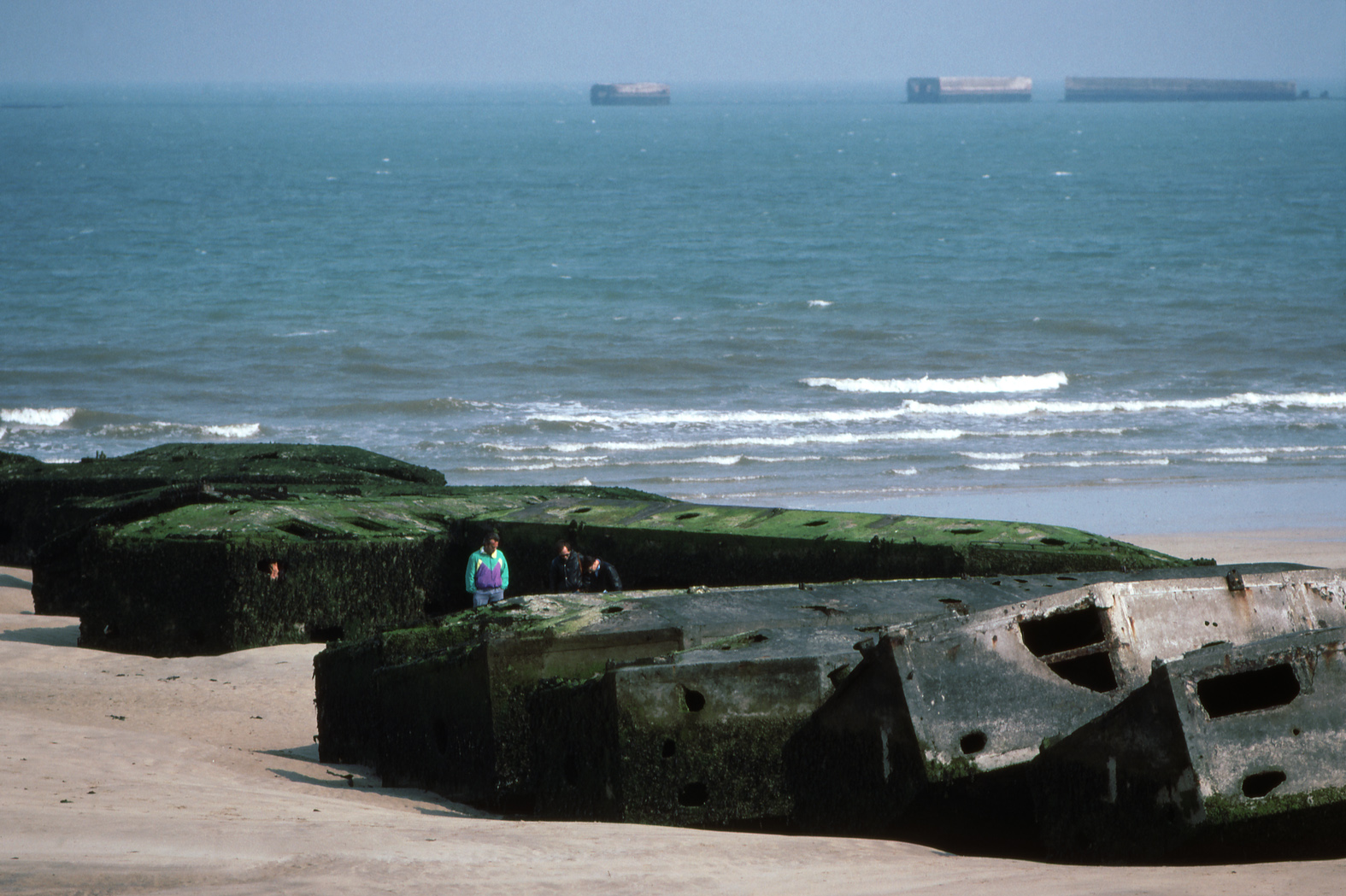
Pontony Beetle, w tle kesony typu Phoeniks
Panorama portu Mulberry „B”